# Bucine
Bucine (Aussprache ['bu:tʃine]) ist eine italienische Gemeinde mit 9931 Einwohnern (Stand 31. Dezember 2023) in der Provinz Arezzo, Region Toskana.

## Geografie

Lage von Bucine in der Provinz Arezzo

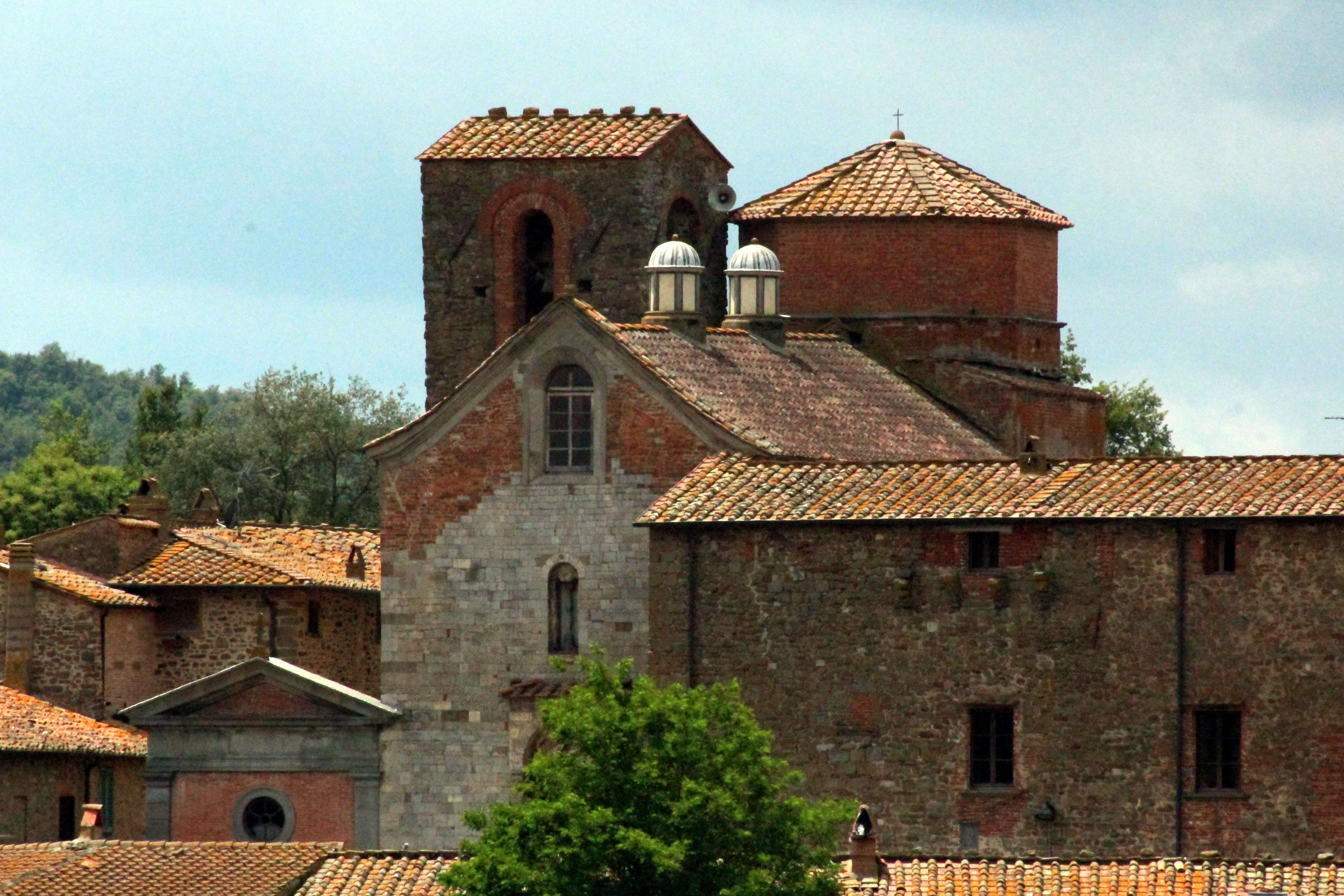
Die Abtei San Pietro a Ruoti in Badia a Ruoti

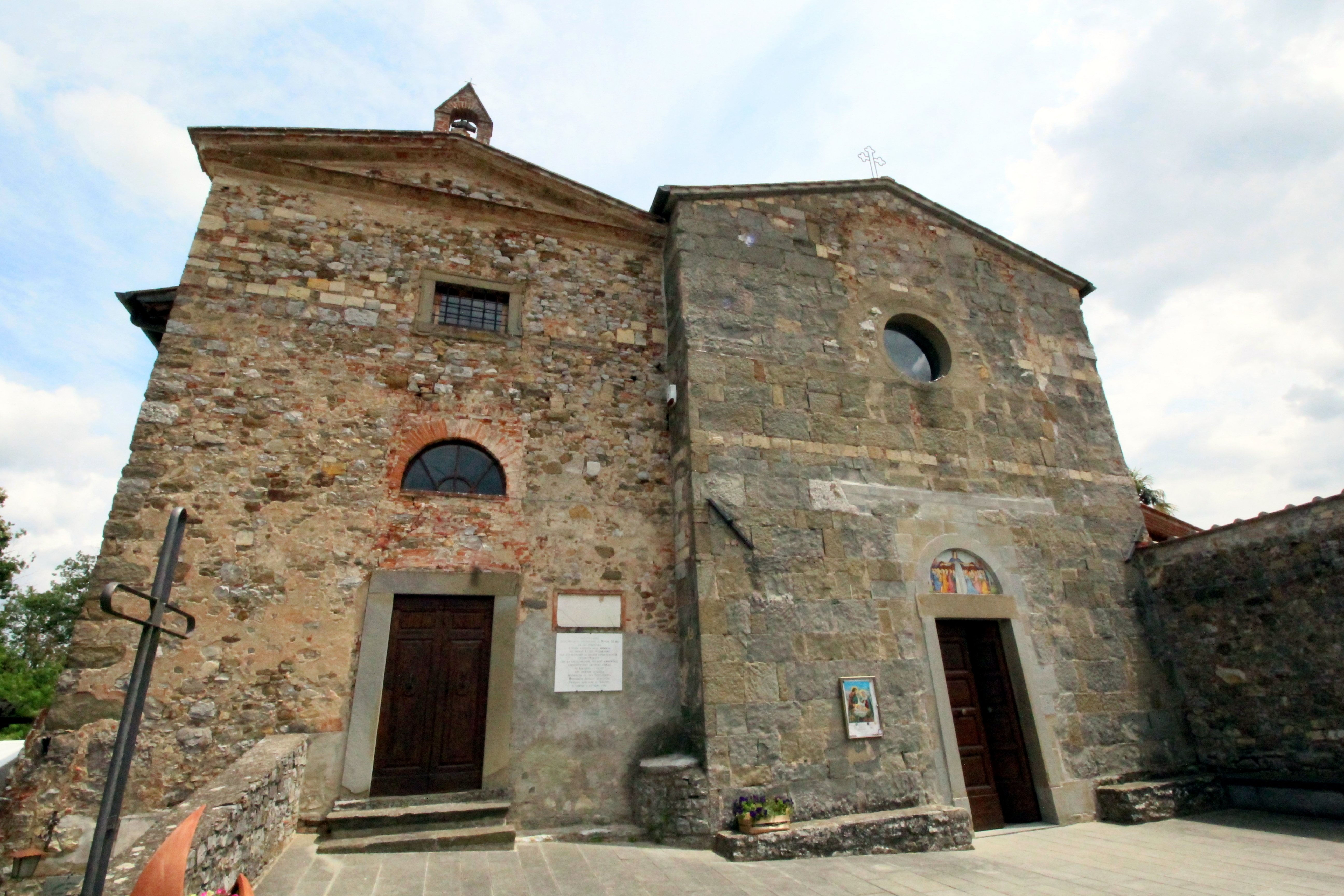
Die Kirchen Chiesa della Compagnia della Visitazione (links) und Chiesa dei Santi Tiburzio e Susanna (rechts) in Badia Agnano

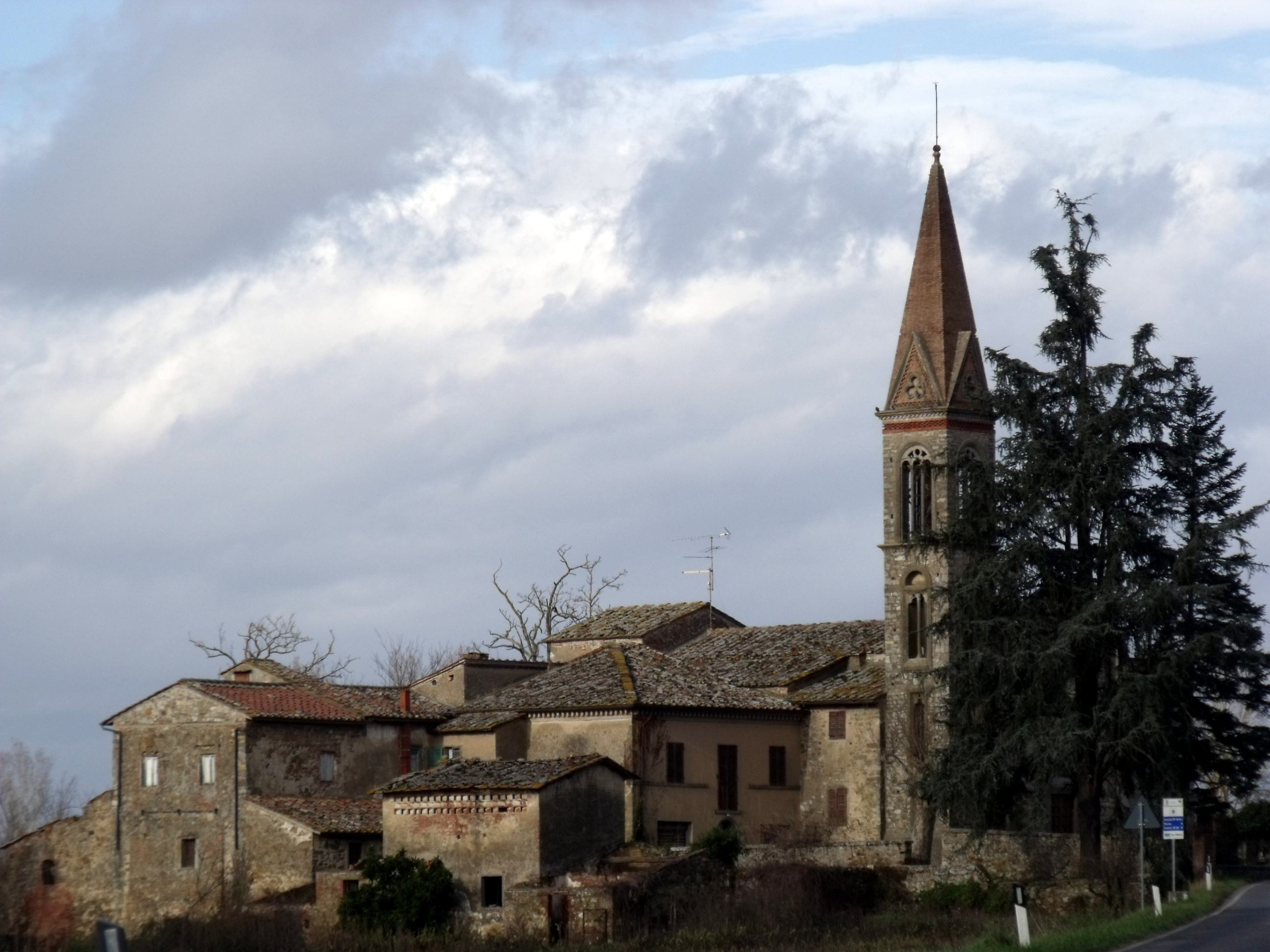
Pieve San Quirico a Capannole

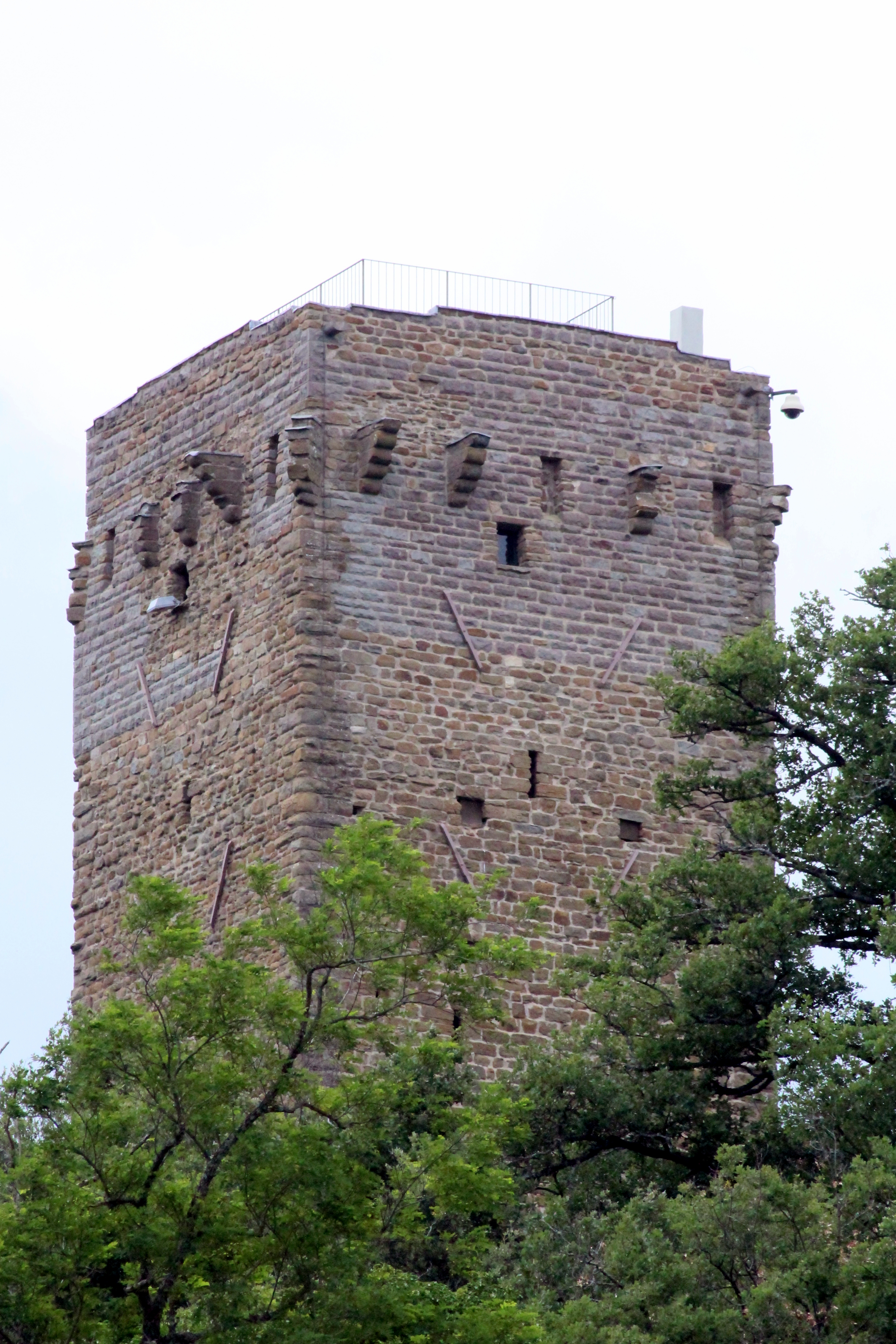
Torre di Galatrona

Bucine liegt etwa 20 km westlich der Provinzhauptstadt Arezzo und 45 km südöstlich der Regionalhauptstadt Florenz im Gebiet des Chianti Aretino im Ambratal und am Ambra. Der Ort liegt in der klimatischen Einordnung italienischer Gemeinden in der Zone D, 2 050 GR/G.
Zu seinen Ortsteilen zählen Ambra, Badia Agnano (270 m, ca. 750 Einwohner), Badia a Ruoti (269 m, ca. 200 Einwohner), Capannole (237 m, ca. 100 Einwohner), Cennina, Duddova, Gavignano (308 m, ca. 20 Einwohner), Levane (170 m, ca. 1750 Einwohner, gehört Teils auch zu Montevarchi), Mercatale Valdarno (gehört Teils auch zu Montevarchi), Montebenichi, Perelli (255 m, ca. 25 Einwohner), Pietraviva (267 m, ca. 240 Einwohner), Pogi, Rapale, San Leolino (380 m, ca. 100 Einwohner), San Martino in Valdambra (298 m, ca. 20 Einwohner), San Pancrazio, Sogna, Solata (619 m, ca. 10 Einwohner), Torre (262 m, ca. 750 Einwohner, gehört Teils auch zu Montevarchi) und Vepri (274 m, ca. 15 Einwohner). Der Hauptort Bucine hat ca. 2000 Einwohner.
Die Nachbargemeinden sind Castelnuovo Berardenga (SI), Civitella in Val di Chiana, Gaiole in Chianti (SI), Monte San Savino, Montevarchi, Laterina Pergine Valdarno und Rapolano Terme (SI).

## Geschichte
Im 13. Jahrhundert fiel Bucine in den Besitz der Grafen Guidi di Modigliana. Seit 1208 war der Ort zusammen mit den Burgen Pogi, Torre S. Reparata, Galatrona, Caposelvi und Rendola im Statuto della Val d’Ambra vereint, die sich 1225 unter den Schutz von Arezzo und seinen Burggrafen Orlando degli Albergotti begaben. Nach der Expansion der Republik Florenz fiel Bucine 1335 in deren Machtbereich.

## Sehenswürdigkeiten
- Chiesa di San Giovanni Battista (auch Chiesa di San Giovanni Battista e Sant’Apollinare), Kirche im Ortskern von Bucine.
- Chiesa di San Salvatore, Kirche kurz außerhalb von Bucine.
- Abbazia di Santa Maria di Agnano, eine im Ortsteil Badia Agnano gelegene Abtei, wahrscheinlich schon vor dem Jahr 1000 gegründet.
- Badia di San Pietro a Ruoti, Abtei, die bereits im 11. Jahrhundert zu den wichtigsten Abteien der Kamaldulenser gehörte. Enthält von Neri di Bicci das Werk Incoronazione della Vergine.[4]
- Chiesa dei Santi Tiburzio e Susanna, Kirche im Ortsteil Badia Agnano.
- Chiesa della Compagnia della Visitazione, Kirche im Ortsteil Badia Agnano.
- Chiesa di Santa Maria Assunta, Kirche im Ortsteil Ambra.
- Chiesa della Madonna del Conforto, Kirche im Ortsteil Ambra.
- Chiesa di San Quirico, bereits 1021 erwähnte Kirche nahe dem Ortsteil Capannole.
- Pieve di Santa Maria Assunta in Altaserra, Pieve bei Montebenichi.
- Pieve di San Giovanni Battista a Petrolo, auch Pieve di San Giovanni Battista a Galatrona oder Battistero robbiano  genannt, bereits 963 erwähnte Pieve bei Galatrona. Enthält ein Taufbecken, das von Luca della Robbia[4] erschaffen wurde.
- Castello di Galatrona (Torre di Galatrona), bereits 963 als Canastruna erwähnte Burg mit Siedlung. Gehörte bis ins frühe 14. Jahrhundert zu den Guidi und dann zu den Tarlati aus Arezzo. 1335 fiel der Ort an Florenz, zu diesem Zeitpunkt war ein zweiter und älterer Turm dokumentiert (Torre Vecchia). Dieser ist heute nur noch als Ruine zu vorhanden.[5]

## Mitgliedschaften
Die Stadt ist Mitglied der Cittàslow, einer 1999 in Italien gegründeten Bewegung zur Entschleunigung und Erhöhung der Lebensqualität in Städten, und seit 1989 Teil der Gemeinschaft European Charter – Villages of Europe (Europatreffen der Kommunen), einer Gruppe ländlicher Gemeinden aller 28 EU-Länder.

## Gemeindepartnerschaften
Es bestehen Partnerschaften mit den Orten
- Bakou, Kamerun
- Noiseau, Kanton Ormesson-sur-Marne, Frankreich
- Yraifia, Westsahara

Zudem ist es als Mitglied der European Charter – Villages of Europe mit je einer ländlichen Gemeinden aus allen 28 EU-Ländern verbunden.

## Söhne und Töchter der Gemeinde
- Rodolfo Cetoloni (* 1946), Geistlicher und Bischof von Grosseto